# Twilight Zone (2 Unlimited-dal)
A Twilight Zone című dal a holland 2 Unlimited 2. kimásolt kislemeze a Get Ready! című albumról.

## Megjelenések
Az Egyesült Királyságbeli kiadások korábban problémamentesen zajlottak, azonban az új dalból eltávolították Ray rap betétjeit, és instrumentális részekkel pótolták. A hangszeres verzió ezért eltér az eredeti változattól, melyben több Hi-NRG stílus elem és több basszus is található.
A dal sok Európai országban sikeres volt, Hollandiában 1. helyezett volt, az Egyesült Királyságban 2. míg az Egyesült Államokban 5. lett a kislemezlistán.

## Előfordulása
A dalt a National Hockey League csapatok is játszották, annak is az instrumentális változatát a játékok során. Az NHL népszerűségét fokozta, hogy Ray Los Angeles Kings pólót viselt a videóklipben. A dalt az NHL 11 EA Trax videójátékban is használták.
A dal 2:15 perces B4 Za Beat Mix- e változata hallható a Dancemania Speed 5 és Speed Best 2001-es lemezeken is.

## Megjelenések
12" (Limited Edition Hardcore Remix)  Egyesült Államok 
Radikal Records – RAD 41
- A	Twilight Zone (Hardcore Remix) (Remix – Steve Murphy) 5:26
- B	Twilight Zone (Hardcore Dub) (Remix – Steve Murphy) 5:04

12"  Németország ZYX 6735-12
- A	Twilight Zone (Rave Version) 5:42
- B1	Twilight Zone (Rapping Rave Version) 5:40
- B2	Twilight Zone (Rio & Le Jean Remix) (Remix – Rio & Le Jean) 4:41

## Slágerlisták
| Slágerlista (1991–92)                             | Legjobb helyezés |
| ------------------------------------------------- | ---------------- |
| Australia (ARIA)                                  | 11               |
| Austria (Ö3 Austria Top 40)                       | 10               |
| Belgium (Ultratop 50 Flanders)                    | 5                |
| Canada Top Singles (RPM)                          | 15               |
| Canada Dance (RPM)                                | 1                |
| Finland (Suomen virallinen lista)                 | 1                |
| Germany (Media Control Charts)                    | 20               |
| Ireland (IRMA)                                    | 2                |
| MTV Europe                                        | 6                |
| Netherlands (Dutch Top 40)                        | 1                |
| Netherlands (Single Top 100)                      | 1                |
| Spain (AFYVE)                                     | 3                |
| Sweden (Sverigetopplistan)                        | 9                |
| Switzerland (Schweizer Hitparade)                 | 15               |
| United Kingdom (The Official Charts Company)      | 2                |
| U.S. Billboard Hot 100                            | 49               |
| U.S. Billboard Hot Dance/Club Play                | 5                |
| US Billboard (Hot Dance Music/Maxi-Singles Sales) | 22               |

| Év végi összesítés (1992)    | Helyezés |
| ---------------------------- | -------- |
| Belgium                      | 8        |
| Netherlands (Dutch Top 40)   | 11       |
| Netherlands (Single Top 100) | 9        |